# Comuna Kocerejkî, Pavlohrad
Kocerejkî (în ucraineană Кочережки) este o comună în raionul Pavlohrad, regiunea Dnipropetrovsk, Ucraina, formată din satele Jolobok, Kocerejkî (reședința) și Pidlisne.

## Demografie
Componența lingvistică a satului Kocerejkî
     Ucraineană (94,27%)
     Rusă (4,93%)
     Alte limbi (0,17%)
Conform recensământului din 2001, majoritatea populației satului Kocerejkî era vorbitoare de ucraineană (94,27%), existând în minoritate și vorbitori de rusă (4,93%).